# BLK Art Group
O BLK Art Group foi o nome escolhido em 1982 por um grupo de cinco influentes artistas conceituais, pintores, escultores e artistas de instalação baseados na Inglaterra. Keith Piper, Marlene Smith, Eddie Chambers e Donald Rodney estavam inicialmente baseados em Midlands.
O grupo era todo da comunidade afro-caribenha britânica e expôs em uma série de exposições coletivas em galerias pequenas e prestigiosas por todo o país. Seu trabalho foi notado por sua postura ousadamente política, produzindo arte conceitual dinâmica que ofereceu uma série de críticas inventivas sobre o estado das relações intercomunitárias, de classe e de gênero no Reino Unido. Eles próprios foram influenciados por uma variedade de correntes artísticas, incluindo ideias associadas ao Movimento das Artes Negras dos EUA.